# Оясіма
Оясіма (яп. 大八洲) значить "Велика країна восьми (або багатьох) островів" 
До складу входили:
- Авадзі
- Ійо (потім Сікоку)
- Окі
- Цукусі (потім Кюсю)
- Ікі
- Цусіма
- Садо
- Ямато (потім Хонсю)

(Хокайдо, Тісіма та Окінава в давні часи не вважалися частиною Японії)